# Autoalloploidy
Autoalloploidy − to rodzaj alloploidów, u których dodatkowo nastąpiło powielenie niektórych genomów. Można je zapisać jako AAAABB, gdzie genom A jest reprezentowany czterokrotnie, a genom B − dwukrotnie. Ten typ poliploidów jest bardzo rzadki. Do autoallopoliploidów można zaliczyć: tymotkę (Phleum pratense) oraz truskawkę (Fragaria × ananassa L.)